# Svetlana Kajkan
Svetlana Michailovna Kajkan (Russisch: Светлана Михайловна Кайкан) (Tsjeljabinsk, 6 augustus 1978) is een Russisch langebaanschaatsster. Ze is gespecialiseerd in de korte en middellange afstanden (100, 500 en 1000 meter).

## Biografie
Kajkan werd vanaf 1998 diverse malen nationaal kampioene op de korte afstanden. Ze deed vanaf 2000 ook diverse malen mee aan de Wereldkampioenschappen sprint, maar haalde daar (tot 2007) nooit een hogere positie dan de 20e plaats in het eindklassement. In 2007 echter deed ze het vooral op de 500 meters zeer goed en werd ze verrassend achtste in het eindklassement.
Kajkan nam wel deel aan de Olympische Spelen van Salt Lake City maar niet aan die van Turijn. In Salt Lake City werd ze tiende op de 500 meter en drieëntwintigste op de 1000 meter.
Tijdens een 500 meter verreden in Vologda op 25 januari 2003 reed Kajkan de eerste 100 meter in 9,98. Daarmee is zij tot op heden de enige vrouw die op een 500 meter ooit onder de 10 seconden geopend heeft. Deze tijd was echter handgeklokt* en wordt dan ook door weinigen als de snelste 500 meter opening ooit gezien.
Kajkan stond achttien maanden aan de kant vanwege de geboorte van haar dochtertje Sofia-Michelle. Haar rentree maakt ze in november, in geboortestad waar de eerste World Cup verreden zal worden op de IJsbaan van Tsjeljabinsk.

## Persoonlijk
Kajkan is getrouwd met de Nederlander Marnix Wieberdink. Hierdoor spreekt ze naast haar moedertaal Russisch ook Nederlands.

## Persoonlijke records
| Afstand    | Tijd    | Datum           | Baan      |
| ---------- | ------- | --------------- | --------- |
| 500 meter  | 37,92   | 2 maart 2007    | Calgary   |
| 1000 meter | 1.15,89 | 11 maart 2007   | Calgary   |
| 1500 meter | 2.02,53 | 21 oktober 2001 | Calgary   |
| 3000 meter | 5.08,74 | 7 maart 1998    | Roseville |

## Resultaten
| Jaar | WK Sprint | WK Afstanden       | Olympische Spelen  | WK Junioren |
| ---- | --------- | ------------------ | ------------------ | ----------- |
| 1998 |           |                    |                    | 14e         |
|      |           |                    |                    |             |
| 2000 | 24e       |                    |                    |             |
| 2001 |           | 14e 500m           |                    |             |
| 2002 | 24e       |                    | 10e 500m 23e 1000m |             |
| 2003 | 21e       | 13e 500m 18e 1000m |                    |             |
| 2004 | 21e       |                    |                    |             |
| 2005 | 20e       | 11e 500m 22e 1000m |                    |             |
|      |           |                    |                    |             |
| 2007 | 8e        |                    |                    |             |
| 2008 | 11e       | 9e 500m 22e 1000m  |                    |             |
| 2009 |           | 15e 500m           |                    |             |
| 2010 |           |                    | 22e 500m           |             |
|      |           |                    |                    |             |
| 2012 | 20e       | 22e 500m           |                    |             |